# Parapurcellia transvaalica
Parapurcellia transvaalica – gatunek kosarza z podrzędu Cyphophthalmi i rodziny Pettalidae.

## Taksonomia
Gatunek ten opisany został po raz pierwszy w 1963 roku przez Reginalda Fredericka Lawrence’a pod nazwą Purcellia transvaalica. W 2016 roku Gonzalo Giribet i współpracownicy na podstawie wyników molekularnej analizy filogenetycznej  przenieśli go do rodzaju Parapurcellia, tworząc obecnie używaną kombinację.

## Występowanie
Gatunek endemiczny dla Republiki Południowej Afryki. Znany z Lasu Hanglip w pobliżu Louis Trichardt w  północnej części prowincji Limpopo.